# Raul Aguilera
Raúl Aguilera Jr. (2 de agosto de 1999) es un futbolista  estadounidense que juega como mediocampista.

## Trayectoria

### Juvenil
Aguilera comenzó su carrera en Seminole High School . Fue una selección All-America de NSCAA Youth Boys 2015 y TopDrawerSoccer.com ocupó el puesto 42 a nivel nacional como recluta universitario. Jugando como parte de la Academia de Desarrollo del Orlando City, obtuvo todos los honores de la conferencia en la Conferencia Este Sub-15/16 en 2016.

### Colegial
Aguilera jugó tres temporadas de fútbol universitario en la Universidad de Carolina del Norte en Chapel Hill entre 2017 y 2019, haciendo 43 apariciones, anotando 2 goles y sumando 6 asistencias para los Tar Heels .
En su segundo año uneversitario, Aguilera también jugó en la USL League Two con SIMA Águilas .

### Orlando City
En marzo de 2020, Aguilera regresó a Orlando para firmar un contrato profesional con el Orlando City B de la USL League One antes de la temporada 2020 . Hizo su debut el 7 de agosto de 2020, apareciendo como suplente en el minuto 78 durante la victoria por 2-0 sobre New England Revolution II .
En abril de 2021, Aguilera firmó como canterano con el primer equipo de Orlando City en un contrato de un año con tres años de opción. Aguilera vio rechazada su opción de contrato al final de la temporada 2021.

### Indy Eleven
Aguilera se unió a Indy Eleven del Campeonato de la USL el 13 de enero de 2022.

## Clubes
| Club                     | País           | Año       |
| ------------------------ | -------------- | --------- |
| North Carolina Tar Heels | Estados Unidos | 2017-2019 |
| SIMA Águilas             | Estados Unidos | 2018      |
| Orlando City B           | Estados Unidos | 2020      |
| Orlando City             | Estados Unidos | 2021      |
| Indy Eleven              | Estados Unidos | 2022      |

## Vida personal
Aguilera es hijo de Raúl Aguilera , un futbolista mexicano que jugó una temporada para Orlando Sundogs en la USISL A-League en 1997. Mientras estaba en la universidad, Aguilera estudió ciencias del ejercicio y del deporte.